# Hiroshi Tamaki
Pour les articles homonymes, voir Tamaki (homonymie).
 (mai 2014).
Si vous disposez d'ouvrages ou d'articles de référence ou si vous connaissez des sites web de qualité traitant du thème abordé ici, merci de compléter l'article en donnant les références utiles à sa vérifiabilité et en les liant à la section « Notes et références ».
Hiroshi Tamaki (玉木 宏, Tamaki Hiroshi), né le 14 janvier 1980 à Nagoya au Japon, est un acteur, chanteur, et mannequin japonais.

## Biographie
Il a été découvert encore lycéen par un agent alors qu'il faisait du shopping avec des amis. Il fait ses débuts dans le drama  Suis-je bizarre ? (私ってへん？, Watashitte Hen?) en 1998 et est devenu plus connu grâce à son apparition dans le film Waterboys en 2001.
Sa carrière de chanteur débute avec le single Seasons l'été 2004.
Il a joué le rôle de Shinichi Chiaki dans le drama Nodame Cantabile, diffusé la première fois au Japon sur Fuji TV le 16 octobre 2006.
Hiroshi retrouve assez souvent l'actrice Miho Kanno, ces deux-là jouant fréquemment ensemble dans les mêmes dramas - et souvent dans les rôles principaux, comme en 2004 dans Itoshi Kimi e ~ To The One I Love ~, en 2010 dans Guilty ~ Akuma to Keiyakushita Onna et en 2012 dans Kekkon Shinai.

## Filmographie

### Au cinéma
- 2001 : Christmas Eve (クリスマス・イヴ)
- 2001 : Waterboys
- 2002 : Sabu (さぶ)
- 2002 : Gunjō no Yoru no Umōgire (群青の夜の羽毛布)
- 2003 : Rockers
- 2004 : Spirit
- 2004 : Renai Shōsetsu (恋愛小説)
- 2004 : Amemasu no Kawa: First Love (雨鱒の川-ファーストラブ)
- 2004 : Ghost Shout (ゴーストシャウト)
- 2005 : Nagurimono
- 2005 : Henshin (変身)
- 2006 : Tada, Kimi o Aishiteru
- 2007 : Midnight Eagle
- 2007 : Smile Seiya no Kiseki (スマイル 聖夜の奇跡)
- 2008 : Kids (February 2, )
- 2009-2010 :Nodame Cantabile - The Movie I and II
- 2009 : MW
- 2010 : Ōoku
- 2011 : Isoroku (聯合艦隊司令長官 山本五十六, Rengō kantai shirei chōkan: Yamamoto Isoroku?) d'Izuru Narushima : Shindo Toshikazu
- 2012 : The Assassins (铜雀台)
- 2018 : Laplace's Witch (Laplace no Majo - ラプラスの魔女)

### Dramas
- 1998 : Great Teacher Onizuka (Fuji TV) guest
- 1999 : Tengoku ni Ichiban Chikai Otoko (TBS) guest
- 1999 : Abunai Hokago (TV Asahi) guest
- 2001 : Wakaresaseya (YTV) guest
- 2002 : Remote (NTV)
- 2002 : Shopping Hero (TV Asahi)
- 2002 : Boku ga Chikyu wo Suku (TBS)
- 2003 : Water Boys (Fuji TV)
- 2004 : Itoshi Kimi e ~ To The One I Love ~ (Fuji TV), Shingo Orihara
- 2004 : Last Christmas (Fuji TV)
- 2005 : Akai Unmei (TBS)
- 2006 : Chibi Maruko-Chan (Fuji TV)
- 2006 : Nodame Cantabile (Fuji TV)
- 2006 : Top Caster (Fuji TV)
- 2006 : Hyoheki (TBS)
- 2006 : Komyo ga Tsuji (NHK)
- 2007 : Teki wa Honnoji ni Ari (TV Asahi)
- 2007 : Hoshi Hitotsu no Yoru (Fuji TV)
- 2008 : Shikaotoko Aoniyoshi (Fuji TV)
- 2008 : Atsu-hime (NHK)
- 2008 : Nodame Cantabile SP (Fuji TV)
- 2009 : Love Shuffle (TBS)
- 2009 : MW Dai-0-sho (NTV)
- 2010 : Guilty ~ Akuma to Keiyakushita Onna (Fuji TV), Takuro Mashima
- 2011 : Suna no Utsuwa (TV Asahi)
- 2012 : Taira no Kiyomori (NHK)
- 2012 : Kagi no Kakatta Heya (Fuji TV) ep10-11
- 2012 : Kekkon Shinai (Fuji TV), Junpei Kudo
- 2014 : Kyô wa Kaisha Yasumimasu. (NTV), Asao Yu

### Télévision
- 2002 : Ghost System
- 2003 : Revolver Aoi Haru

### Jeu vidéo
- 2005 : Rogue Galaxy : Jester Rogue
- 2021 : Lost Judgment : Kazuki Soma

### Publicités
- 0101
- Asahi Beer
- Citzen XC
- Clorets Ice
- La Parler (Ra Parure)
- Mister Donuts
- Nagatanien
- NEC
- Pocari Sweat
- Seed Plusmix Eyewear

## Discographie

### Singles
- 2 juin 2004 : Seasons
- 10 novembre 2004 : Emotion
- 15 février 2006 : Love Goes/eyes
- 26 avril 2006 : Kibou no Umi/Ame (希望の海/雨 Sea of Desire/Rain)
- 24 mai 2006 : Yakusoku/question (約束/question Promise/Question)
- 26 juin 2006 : Reviver ~Kanashimi ga Mata Kurikaesou to Dareka ni Ai wo Utau~ (ラバイバー～悲しみがまた繰り返そうと誰かに愛を唄う～ Reviver ~When the Sadness Returns, Who Will I Sing my Love to?
- 6 février 2008 : Odorou Yo (踊ろうよ Let's Dance)
- 19 mars 2008 : Dakishimetai (抱きしめたい I Want to Hug You)
- 22 avril 2009 : Slow Time
- 25 mai 2011 : Free

### Albums
- 15 décembre 2004 : Ripple
- 19 mars 2008 : Bridge
- 6 mai 2009 : Times...
- 22 juin 2011 : Start

### DVDs
- Secret of Tamaki Hiroshi "Spirit" (2004)
- "Realize" Hiroshi Tamaki music films 01 (June 30, 2004)

## Récompenses
- 11e Nikkan Sports Drama Grand Prix (janvier-mars 08) : meilleur acteur pour Shikaotoko Aoniyoshi